# Aprenentatge d'ontologia
L'aprenentatge d'ontologia (extracció d'ontologies, generació d'ontologies o adquisició d'ontologies) és la creació automàtica o semiautomàtica d'ontologies, que inclou l'extracció dels termes del domini corresponent i les relacions entre els conceptes que aquests termes representen d'un corpus de text en llenguatge natural i la codificació. amb un llenguatge d'ontologia per a una fàcil recuperació. Com que la construcció d'ontologies manualment requereix molt de treball i de temps, hi ha una gran motivació per automatitzar el procés.
Normalment, el procés comença extraient termes i conceptes o frases nominals del text sense format mitjançant processadors lingüístics com ara l'etiquetatge de part de la veu i la fragmentació de frases. Aleshores s'utilitzen tècniques estadístiques o simbòliques per extreure signatures de relacions, sovint basades en tècniques d'extracció d'hipernyms basades en patrons o definicions.

## Procediment
L'aprenentatge d'ontologia (OL) s'utilitza per extreure (semi)automàticament ontologies senceres del text en llenguatge natural. El procés normalment es divideix en les vuit tasques següents, que no s'apliquen necessàriament en tots els sistemes d'aprenentatge d'ontologia.

## Eines
Dog4Dag (Dresden Ontology Generator for Directed Acyclic Graphs) és un connector de generació d'ontologia per a Protégé 4.1 i OBOEdit 2.1. Permet la generació de termes, la generació de germans, la generació de definicions i la inducció de relacions. Integrat a Protégé 4.1 i OBO-Edit 2.1, DOG4DAG permet l'extensió d'ontologia per a tots els formats d'ontologia comuns (per exemple, OWL i OBO). Limitat principalment a les extensions del servei de cerca EBI i Bio Portal.